# A3 (motorväg, Marocko)
A3 är en motorväg i Marocko som förbinder Casablanca och Marrakech med turiststaden Agadir. Sträckan är 480 km.
På sträckan mellan Casablanca och A1 är vägen enbart mötesseparerad fyrfältsväg. Därefter uppgraderas vägen till motorvägsstandard och det är också här som A3 egentligen börjar. Hastigheten är begränsad till 100 km/h på sträckan fram till Mohammed V-flygplatsen eftersom denna sträcka endast är en ombyggnad av den tidigare landsvägen.
Trafikanter som färdas mellan Casablanca och flygplatsen respektive Settat samt Berrechid betalar i olika betalstationer. Just trafiken till flygplatsen är betydande och gör sträckan till den näst mest trafikerade motorvägssträckan i Marocko efter A1.
Den sista delen av motorvägen öppnades den 21 juni 2010 då den nådde Agadir.